# کریستینا سالومون
کریستینا سالومون (انگلیسی: Christine Solomon؛ زادهٔ ۱۳ فوریهٔ ۱۹۸۱) هنرپیشه کانادیی زاده مصر است. وی از سال ۱۹۸۶ میلادی تاکنون مشغول فعالیت بوده‌است.
از فیلم‌ها یا برنامه‌های تلویزیونی که وی در آن نقش داشته‌است می‌توان به هلیوبولیس اشاره کرد.